# Oh Yeah (Chickenfoot)
Oh Yeah è un singolo del supergruppo statunitense Chickenfoot, il primo estratto dall'album di debutto Chickenfoot nel 2009.

## Video musicale
Il videoclip del brano è stato lanciato sul canale YouTube del gruppo l'11 giugno 2009. Il video mostra i Chickenfoot che si esibiscono su un palco e in uno studio di registrazione. In alcune scene si vede inoltre la band mentre suona in un campo di basket.

## Tracce
1. Oh Yeah (radio edit) – 4:13
2. Get It Up – 4:42
3. Learning to Fall – 5:14

## Formazione
- Sammy Hagar – voce
- Joe Satriani – chitarra
- Michael Anthony – basso, cori
- Chad Smith – batteria

## Classifiche
| Classifica (2009)             | Posizione massima |
| ----------------------------- | ----------------- |
| Stati Uniti (mainstream rock) | 21                |